# Вигоне
Вигоне (итал. Vigone) је насеље у Италији у округу Торино, региону Пијемонт.
Према процени из 2011. у насељу је живело 3907 становника. Насеље се налази на надморској висини од 259 м.

## Становништво
| 1931. | 1936. | 1951. | 1961. | 1971. | 1981. | 1991. | 2001. | 2011. |
| ----- | ----- | ----- | ----- | ----- | ----- | ----- | ----- | ----- |
| 4.868 | 4.863 | 4.681 | 4.494 | 4.683 | 5.148 | 5.081 | 5.051 | 5.217 |